# 新垣姓
新垣姓，是中文姓氏之一。

## 起源
新垣姓源自姬姓，是周文王之子毕公高的后裔。

## 歷史人物
- 新垣衍：戰國魏國人
- 新垣平：西漢趙國人

## 延伸阅读
[在维基数据编辑]
 《欽定古今圖書集成·明倫彙編·氏族典·新垣姓部》，出自陈梦雷《古今圖書集成》